# Hertigdömet Bar
Hertigdömet Bar eller Barrois var ett hertigdöme beläget omkring floderna Meuse och Ornain, en biflod till Marne. Området är numera delat mellan departementen Meuse och Meurthe-et-Moselle. Huvudstaden var Bar-le-Duc.
Bar omtalas redan i fördraget i Verdun (843) som grevskap och tillföll då det lotharingiska riket. Under striderna om detta mellan de tyska kejsarna och de franska kungarna förstod grevarna av Bar att utvidga sin makt och sitt område. En av dem, Robert, blev av kung Johan II av Frankrike 1354 upphöjd till hertig av Bar. Efter att hans äldste son, Edvard, stupat i slaget vid Azincourt 1415, tillföll Bar dennes bror kardinal Ludvig. Denne lämnade 1419 hertigdömet till René av Anjou, dotterson till hans syster Yolande, drottning av Aragonien. René förvärvade 1431 hertigdömet Lothringen genom sitt giftermål med Isabella I av Lothringen, äldsta dotter och arvinge till hertig Karl II av Lothringen. Bar var därefter förenat med Lothringen, tills båda hertigdömena efter kung Stanislaus Leszczynskis död 1766 tillföll Frankrike.